# Кучин
Кучин (словац. Kučín) — село в Словаччині, Бардіївському окрузі Пряшівського краю. Розташоване в північно-східній частині Словаччини.
Вперше згадується у 1315 році.
В селі є римо-католицький костел з кінця 14 ст.

## Населення
| Рік:            | 1993 | 2003    | 2013    | 2023    |
| --------------- | ---- | ------- | ------- | ------- |
| Кількість осіб: | 322  | 306     | 320     | 324     |
| Різниця:        |      | -4,96 % | +4,57 % | +1,25 % |

| Рік:            | 2022 | 2023    |
| --------------- | ---- | ------- |
| Кількість осіб: | 327  | 324     |
| Різниця:        |      | -0,91 % |

В селі проживає 315 осіб.
Національний склад населення (за даними останнього перепису населення — 2001 року):
- словаки — 100,0%

Склад населення за приналежністю до релігії станом на 2001 рік:
- римо-католики — 96,51%,
- протестанти — 2,22%,
- греко-католики — 1,27%,